# Misioneros de la misericordia
Misioneros de la misericordia, son un grupo de sacerdotes católicos designados por el Papa para perdonar los pecados graves reservados al Papa, u otra persona autorizada por la Santa Sede. 
Los misioneros forman parte del Dicasterio para la Evangelización que prestan el servicio especial del Sacramento de la Reconciliación, que vinieron de diversos países y enviados a todo el mundo. Los misioneros deben acudir a Roma para su continua formación y cercanía con el Santo Padre, cada dos años. Los primeros misioneros fueron designados en 2016, Año del Jubileo de la Misericordia.

## Historia
En mayo de 2015 el Vaticano lanzó una convocatoria por el arzobispo Rino Fisichella, presidente del Consejo Pontificio para la Promoción de la Nueva Evangelización para encontrar a sacerdotes como potenciales misioneros. Los futuros Misioneros de la Misericordia serían los que sean seleccionados y cumplan los requisitos de ser:
- Artífices de un encuentro cargado de humanidad.
- Predicadores convincentes de la misericordia de Dios.
- Anunciadores de la alegría del perdón.
- Confesores accesibles, amables y compasivos.
- Solicitar el cargo a través de una carta presentación de su obispo en la que se acredite la idoneidad para llevar a cabo ese ministerio.[1]

Los misioneros de la misericordia estarán facultados para pecados reservados y graves como son:
- La ordenación no autorizada de un obispo, tanto por el obispo que realiza la  ordenación como el obispo que es ordenado.
- Sacrilegio, o profanación de la Eucaristía (el pan y vino consagrados).
- La violación del secreto del sacramento confesión o penitencia, cometida por un confesor.
- La comisión de apostasía (negar una doctrina, o renunciar a ella)
- La comisión de conspiración, o violencia verbal o física contra el sumo pontífice.

En noviembre de 2015, se cerró la convocatoria. El Vaticano realizó la labor de selección, de los cuales 1,142 sacerdotes fueron seleccionados. El año 2016, fue designado “Año del Jubileo de la Misericordia”, con el objetivo de propagar el mensaje de reconciliación y perdón y, ese mismo año, el miércoles de ceniza, 10 de febrero, se nombraron «misioneros de la misericordia», a los sacerdotes que procedían de múltiples países, como Albania, Argentina, Brasil, Camerún Colombia, Corea del Sur, Costa Rica, Costa de Marfil, China, Egipto, Eslovaquia, Estados Unidos, Filipinas, Ghana, Gran Bretaña, Guinea, India, Indonesia, Italia, Kenia, Líbano, Nigeria, Mali, Malaui, México, Panamá, Polonia, Ucrania, Venezuela, y Vietnam, y ismos que fueron enviados a todo el mundo.  
Algunos de los éstos misioneros son: Elio Said Pérez, de Ocaña en Colombia; José Luis "Cote" Quijano, de Argentina, Luis Eduardo Jaimes Toro de Venezuela y Juan de Dios Olvera Delgadillo, de la Arquidiócesis de México, Roberto Mena, de Maryland, Estados Unidos.

Los misioneros electos para esta misión están llamados a expresar la maternidad de la Iglesia, para generar nuevos hijos en la fe, además de nutrir la fe; ofrece el perdón de Dios, regenerando a una nueva vida, fruto de la conversión.El Papa Francisco mencionó: 
“Ser misionero de la misericordia es una responsabilidad que les es confiada porque se les pide ser en primera persona testimonio de la cercanía de Dios y de su modo de amar” por lo que “viajarán constantemente para atender a la mayor cantidad de personas que necesiten la absolución sacramental”.“Entrando en el confesionario, acordémonos que es Cristo quien acoge, es Cristo quien escucha, es Cristo quien perdona, es Cristo quien dona la paz”. "Nosotros somos sus ministros, y somos los primeros en necesitar ser perdonados por Él, por tanto, cualquiera que sea el pecado que sea confesado, cada misionero está llamado a recordar la propia existencia de pecador y a servir humildemente como “canal» de la misericordia de Dios".